# Sociedad benéfica

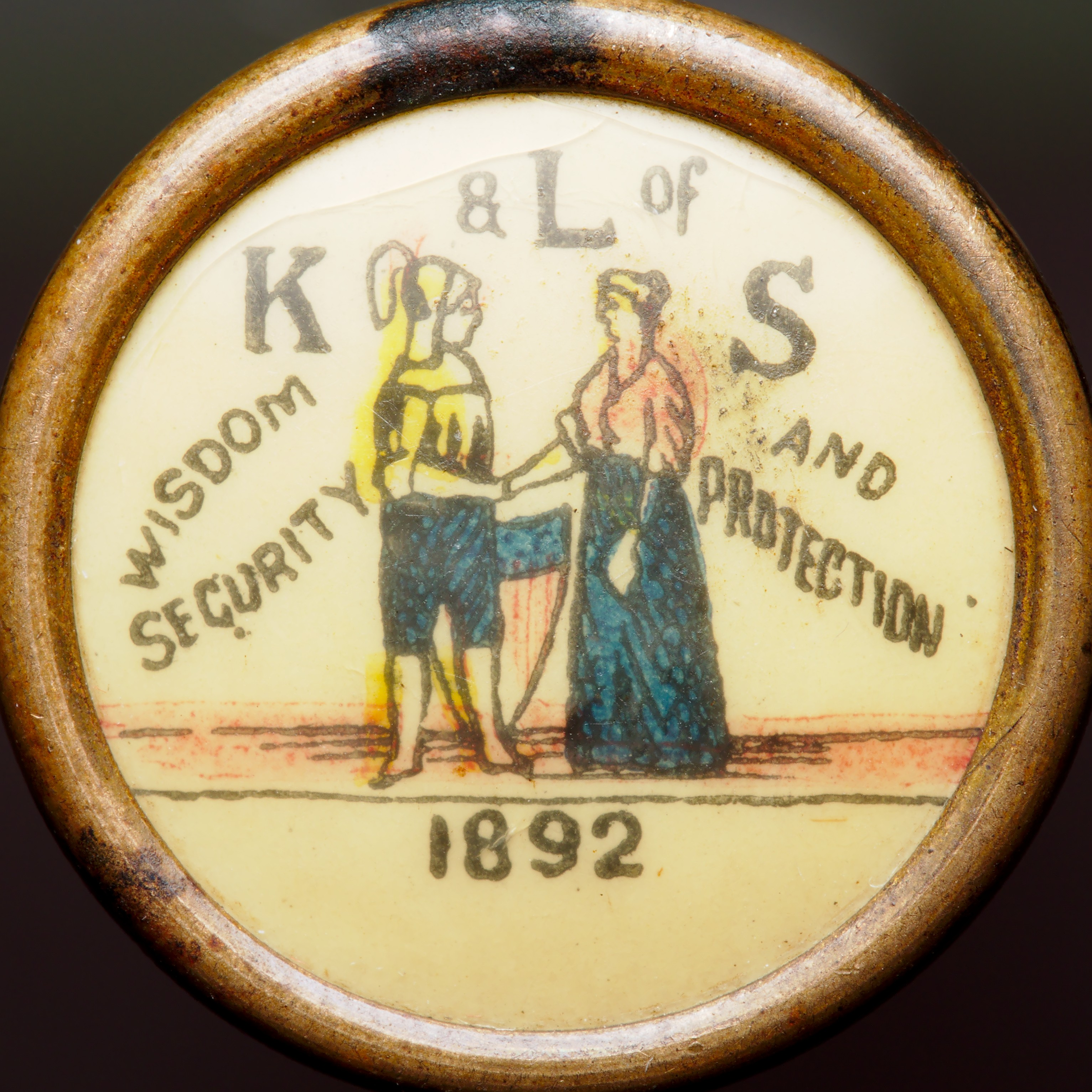
Knights and Ladies of Security

Una sociedad de benefica o sociedad de ayuda mutua es organización voluntaria formada para proveer ayuda mutua, beneficios, o seguros, ante dificultades o inconvenientes diversos.
Los beneficios o las ventajas de las sociedades benéficas pueden incluir dinero, ayuda frente a la enfermedad, retiro (complemento de jubilación o pensión), educación, nacimiento y crianza de bebés, entierro, gastos médicos, paro, etc. A menudo, las sociedades de beneficencia proporcionan un marco social o educativo para los miembros y sus familias, con la finalidad de facilitar las ayudas mutuas dentro del grupo, y contribuir a un amplio entendimiento e intercambio social.
Las sociedades de este tipo incluyen sindicatos, sociedades de amigos, cooperativas de ahorro y crédito, grupos de autoayuda, sociedades de acogida de inmigrantes, organizaciones fraternales como por ejemplo la francmasonería y los Odd Fellows, comunidades de trabajo cooperativo (coworking), y muchos otros. Piotr Kropotkin afirmó a principios del siglo XX, que cierto tipo de asociaciones de ayuda mutua preceden incluso a la propia cultura humana, siendo un importante factor en la evolución y en la supervivencia del más apto.

## Historia
Ejemplos de sociedades benéficas son numerosas a lo largo de la historia, incluyendo las sociedades secretas de la Dinastía Tang en China, y las formadas entre los afroamericanos durante los años post-revolucionarios (por ejemplo Free African Society of Philadelphia, primera sociedad de ayuda mutua para negros en esa ciudad).
Las sociedades de ayuda mutua de la época actual, no solamente comparten recursos materiales, ya que en muchos casos también profundizan y educan en valores sociales relacionados con la independencia y el carácter moral. Muchas organizaciones fraternales primero fueron organizadas como sociedades de ayuda mutua.
Muchos gobiernos a todos los niveles (han apoyado diferentes tipos de sociedades benéficas, en los últimos doscientos años. En 1890 en Estados Unidos, 112,000 personas residieron en fundaciones de beneficencia privadas, y 73.000 en asilos de ancianos públicos. Hacia fines del siglo XIX, se redujeron las ayudas públicas a las sociedades benéficas, mientras que a nivel privado se fortalecieron. Escribiendo en 1890 sobre el nivel alcanzado por la caridad privada, Jacob Riis dijo: "Nueva York es, creo, la ciudad más caritativa en el mundo. En ninguna otra parte se ha desarrollado una predisposición tan grande por ayudar ...".